# Jean Schopfer

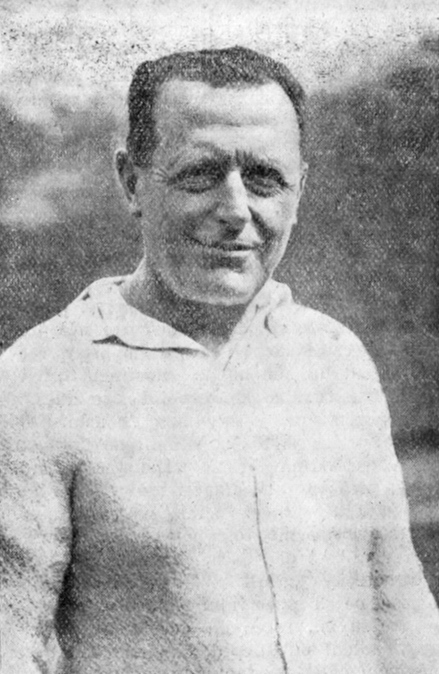
Jean Schopfer.

Jean Schopfer (Morges, Suiza, 28 de mayo de 1868 - París, Francia, 9 de enero de 1931) fue un tenista que compitió para Francia, además de escritir conocido con el seudónimo de Claude Anet. Alcanzó dos finales individuales de los Campeonatos Franceses Amateurs, lo que hoy es el torneo de Roland Garros, venciendo en 1892 al británico Fassitt, y perdiendo en 1893 ante Laurent Riboulet.
Estudió en Sorbonne y en la École du Louvre y comenzó a escribir en 1899. Bajo el seudónimo de Claude Anet, Schopfer publicó cantidad de libros, entre ellos La Révolution Russe, escrito después de viajar a Rusia durante la Primera Guerra Mundial, Mayerling, que trata sobre el Suceso de Mayerling, o Simon Kra, una biografía de la tenista Suzanne Lenglen.

## Finales del Grand Slam

### Individuales 2 (1-1)
| Resultado | Año  | Campeonato            | Superficie | Rival en la final | Resultado de la final |
| Ganador   | 1892 | Campeonatos Franceses | Hierba     | Fassitt           | 6–2, 1–6, 6–2         |
| Finalista | 1893 | French Championships  | Hierba     | Laurent Riboulet  | 6–3, 6–3              |